# Rolf Börner
Rolf Börner (* 23. Juli 1923; † Juni 1973) war ein deutscher Fußballspieler. Von 1947 bis 1958 absolvierte der Allroundspieler in der damals erstklassigen Fußball-Oberliga Nord für die Vereine FC St. Pauli und Hamburger SV 196 Ligaspiele, in denen er 38 Tore erzielte. In der Endrunde um die deutsche Meisterschaft stand er 1957 mit dem HSV im Finale.

## Laufbahn

### St. Pauli, 1945 bis 1950
Der aus Sachsen vom Riesaer SV nach dem Zweiten Weltkrieg nach Hamburg gekommene Börner, gehörte wie Hans Appel, Tute Lehmann, Willy Thiele, Heinrich Schaffer, Heinz Köpping, Heinz Hempel, Walter Dzur, Fritz Machate und „Jupp“ Famula der sogenannten „Wunderelf“ des FC St. Pauli in den Nachkriegsjahren an. Die Kontakte des 12-fachen Nationalspielers der Jahre 1941 und 1942, Karl Miller Junior, sowie die Verpflegung in der legendären „Wurstküche“ in der Schlachterei von Karl Miller Senior in der Wexstraße 39, hatten die Spieler aus Berlin, Sachsen und Schlesien nach Hamburg geführt. Dazu noch die zwei Hamburger Eigengewächse Harald Stender und Hermann Michael und St. Pauli hatte eine Spitzenmannschaft, die nicht nur dem Hamburger SV Paroli bieten konnte. In der Saison 1946/47 gewann St. Pauli mit drei Punkten Vorsprung vor dem HSV die Meisterschaft in der Hamburger Liga. In der Hinrunde wurde das Auswärtsspiel mit 3:2 Toren gewonnen, in der Rückrunde trennte man sich am 30. März 1947 vor 28.000 Zuschauern mit einem 2:2-Remis. Die ersten zwei Runden in der Fußball-Oberliga Nord, 1947/48 und 1948/49, erzielte die Mannschaft vom Millerntor jeweils Punktgleichstand mit der Rothenbaum-Elf. In den beiden Entscheidungsspielen um die Meisterschaft setzte sich aber der Hamburger SV durch. Am 22. Mai 1949 vor 42.000 Zuschauern, trat St. Pauli bei der 3:5-Niederlage im Angriff in der Besetzung Börner, Alfred Boller, Machate, Schaffer und Michael an. In seinem letzten Jahr bei St. Pauli, 1949/50, absolvierte der technisch versierte und mit guter Flankengabe ausgestattete Außenstürmer 24 Ligaspiele und erzielte dabei sechs Tore. Erneut erreichte St. Pauli die Vizemeisterschaft in der Oberliga Nord. Vo 1947 bis 1950 hatte der Mann aus Riesa 65 Oberligaspiele für St. Pauli absolviert und dabei 23 Tore erzielt. In den Endrunden um die deutsche Meisterschaft kam er auf acht Einsätze. 1948 war er mit seinen Mitspielern gegen den späteren Deutschen Meister 1. FC Nürnberg durch eine 2:3-Niederlage nach Verlängerung ausgeschieden. 1949 setzte sich der 1. FC Kaiserslautern mit Fritz Walter im Wiederholungsspiel gegen den Nordvize durch. Zur Runde 1950/51 wechselte er gemeinsam mit Karl-Heinz Liese vom Millerntor an den Rothenbaum.

### Hamburger SV, 1950 bis 1958
Der HSV-Trainer Georg Knöpfle konnte noch mit Fritz Laband und Reinhold Ertel zwei weitere Neuzugänge begrüßen und zog nach dem erneuten Meisterschaftsgewinn 1951 erneut in die Endrundenspiele um die deutsche Meisterschaft ein. In den Ligaspielen war Börner nur zu neun Einsätzen gekommen; in der Endrunde war er aber als Partner von Laband in allen sechs Gruppenspielen gegen Preußen Münster, 1. FC Nürnberg und Tennis Borussia Berlin als Verteidiger im Einsatz. In der ersten Oberligarunde der zwei Großtalente Uwe Seeler und Klaus Stürmer, 1954/55, absolvierte Börner unter Trainer Martin Wilke alle 30 Ligaspiele. Vor Torhüter Horst Schnoor bildeten zumeist Börner, Franz Klepacz, Jochen Meinke, Jupp Posipal und Liese die Abwehrformation. Der überragende Angriff in der Nordliga erzielte in der Besetzung Walter Schemel (30-12), Stürmer (23-18), Seeler (26-28), Günter Schlegel (29-29) und Herbert Wojtkowiak (30-4) zum Titelgewinn 108 Tore. In der Endrunde scheiterten Börner und Kollegen mit einem Punkte Rückstand gegenüber dem 1. FC Kaiserslautern am Einzug in das Finale. Als sich seine Karriere bereits dem Ende näherte, 1956/57, in der Oberliga hatte er nochmals fünf Einsätze bestritten und dabei zwei Tore erzielt, stand er am 23. Juni 1957 in Hannover mit dem HSV gegen den Titelverteidiger Borussia Dortmund im Endspiel um die deutsche Meisterschaft. Er bildete zusammen mit Jupp Posipal vor Torhüter Schnoor das Verteidigerpaar. Mit je zwei Toren durch Alfred Kelbassa und Alfred Niepieklo verteidigten aber die Westfalen überlegen den Meistertitel. Mit den zwei Einsätzen am 8. und 15. Dezember 1957 gegen Neumünster und Concordia Hamburg beendete Rolf Börner in der Saison 1957/58 nach insgesamt 196 Oberligaeinsätzen mit 38 Toren seine Ligakarriere.
Er beendete im Sommer 1958 gemeinsam mit Posipal und Schemel seine Laufbahn. Der kaufmännische Angestellte erlag im Juni 1973 im Alter von 49 Jahren einem Herzschlag.